# История кролиководства
История кролиководства в мире начинается с III века до н. э. В Россию кролики попали в XI веке, но как отрасль кролиководство стало развиваться с конца 1920-х годов. Сейчас в России разводят около 60 пород кроликов, всего же в мире выведено около 200 пород. Сегодня половину мирового производства крольчатины обеспечивает Китай.

## История отрасли
В III веке до н. э. древние римляне, придя на Пиренейский полуостров, обнаружили там большое количество кроликов. С территории современной Испании кроликов начали распространять по всему земному шару.
За 100 лет до н. э. кроликов стали разводить в Италии, Франции, Швейцарии, Германии, затем в других странах Западной и Центральной Европы,  позже — на Среднем Востоке, в Юго-Восточной Азии, Северной Африке, Северной и Южной Америке, в Новой Зеландии, Австралии. Содержать кроликов в загонах первыми стали римляне, а окончательно зверьков приручили христианские монахи около V века н. э.
Сначала кроликов разводили только в южных странах с тёплым и мягким климатом, в средние века кроликов стали разводить почти во всех странах Западной Европы, с начала прошлого столетия их разводят почти во всех странах мира.
В XIX веке возрос спрос на кроличье сырьё и стали востребованы кролики с большим выходом шкурок и мяса.
В 1909 году в мире было заготовлено 71,5 млн. шкур; из них Франция — 30, Бельгия — 20, Россия — 1 млн.

## Кролиководство в России

### Кролиководство в дореволюционной России
В дореволюционной России кролиководство как отрасль сельского хозяйства не существовало и носило любительский характер.
В Россию кролики попали в XI веке. В летописях того времени имеются упоминания о пуховых кроликах, разводимых в домашних условиях. Вначале разведением кроликов занимались отдельные помещики, впоследствии этим стали заниматься также монахи, крестьяне и жители городов.
Монахи и крестьяне Киевской Руси использовали кроликов для получения пуха, предназначенного для утепления одежды и других изделий. В последующее время из Западной Европы периодически завозились кроликов и других пород для получения мяса и дешёвого сырья для производства меха.
В XVIII и XIX веках в России разводили длинношерстную породу, так называемых песцовых кроликов, главными районами разведения были Пензенская и Орловская губернии, где их выращивали с целью получения пуха, используемого для вязания платков, шарфов, шапочек и перчаток.
В XIX веке в некоторых городах России были организованы общества кролиководов, задачей которых было развитие отрасли животноводства. В целях пропаганды устраивались выставки, выпускались брошюры, организовывались лекции и т. д. Но кролиководство в стране развивалось слабо: люди не привыкли употреблять в пищу мясо кроликов, а шкурки не находили сбыта.
В XX веке петербургский предприниматель открыл фабрику по выделке кроличьих шкурок, которые он скупал по 15—20 копеек за штуку.
В 1914 году в России было 1,2 тыс. любительских крольчатников, маточное поголовье в которых составляло около 60 тыс. мелких беспородных кроликов, а ежегодная заготовка шкурок — до 200 тыс. штук; шкурки обрабатывались кустарным путём.

### Кролиководство в СССР
В 1927 году общее производственное поголовье кроликов насчитывало около 100 тыс. животных, в основном мелкие беспородные кролики, дававшими невысокие по качеству меха, шкурки и мало мяса..Для развития кролиководства с 1927 года в СССР ввезено до 15 000 племенных кроликов разных пород из Западной Европы. После акклиматизации были утверждены плановые породы:  Советская шиншилла, Белый Великан, Фландр, Шампань, Венский голубой, Ангорский, Русский горностаевый, на основе которых селекционеры выводили новые высокопродуктивные породы. Были созданы племенные кролиководческие госплемрассадники, из которых кролики направлялись в колхозы и совхозы. Для обработки шкур строились специальные фабрики. Всем, занимающимся разведением кроликов, предоставлялись специальные льготы.
В 1928 году было заготовлено 300 тыс. шкур.
В 1930-е годы была принята программа метисации — программа по улучшению скрещивания животных для улучшения их размеров и окрасов. Активные патриоты отрасли — А. И. Каплевский, Ф. В. Никитин, Б. Г. Меньшов. За первую отечественную породу — советский мардер — М. Г. Багратян был удостоен звания лауреата Государственной премии СССР.
К началу 1931 года в кроликоведческих хозяйствах насчитывалось 883 тыс. самок. В октябре 1931 года утверждён план развития отрасли, предусматривающий  создание племенных совхозов и колхозцентров, кролиководческих ферм в колхозах и хозяйствах потребительской кооперации, кроличьих хозяйств при трестах питания. Численность племенных кроликов в 1931 году составила 29 тыс. голов.
В 1932 году был создан НИИ кролиководчества (ныне — Научно-исследовательский институт пушного звероводства и кролиководства): подготовившим научно обоснованные нормы кормления, типовые проекты кроликоведческих ферм, меры профилактики и борьбы с болезнями кроликов.
В 1933 году было создано 500 кроликоферм. Лидером по заготовке шкурок кроликов стала Украинской ССР, на долю которой пришлось 51,4 % от общих заготовок этого меха в СССР.
В 1934 году только в колхозах РСФСР насчитывалось 5 983 фермы. Кролиководство было наиболее развито в Западной Сибири, Воронежской, Сталинградской, Горьковской, Саратовской, Ростовской, Куйбышевской, Свердловской, Московской, Ленинградской, Ивановской областях, в Краснодарском крае, Казахстане, Татарской и Башкирской АССР. В июле 1934 года Совнарком обязал Союзпушнину распределить по колхозам 260 тыс. племенных кроликов для метисации существующего в колхозах стада животных. Численность племенных кроликов возросла до 45,9 тыс. голов.
За период с 1927 по 1934 годы кролиководческим хозяйствам Союзпушнины выделено 20 254 тыс. рублей.
В 1935 году заготовка кроличьих шкурок дошла до 38 млн. штук. В стране было организовано 25 кролиководческих совхозов, среди которых было несколько крупных с поголовьем производственного стада до 5 тыс. животных.
К 1940 году отрасли резко сократилась, составив около 7 % от предыдущих показателей,  заготовки шкурок упали до 5,7 млн. Ещё больший урон нанесла война: число кроликов сократилось до минимума, В 1944 году было заготовлено 888 000 шкурок.
Восстановление производства произошло после войны. К 1953 году кролиководство вышло практически на прежний уровень —  37,7 млн. штук, крольчатины — до 30 тыс. т. Созданы новые породы: Серый великан (Полтавской области, Украинская ССР), Серебристый (зверосовхоз «Петровский» Тульской области, А. И. Каплевский и И. И. Каплевский) Чёрно-бурый и Вуалево-серебристый (зверосовхоз «Бирюлинский» ТАССР, Ф. В. Никитин, кроликовод удостоен звания лауреата Государственной премии СССР), Белый пуховой (зверосовхозы «Солнцевский» Курской области, и «Бирюлинский» Воронежской области).
К 1960 году поголовье кроликов достигло в 1 млн., получено 140 тыс. т мяса в живой массе и 56 млн. шкурок.
В 1961 году было заготовлено наибольшее количество продукции кролиководства — 56,7 млн. шкурок (включая 21,6 млн. штук в РСФСР и 26,4 млн. штук на Украине) и 41,2 тыс. т мяса (включая 13,9 тыс. т в РСФСР и 24 тыс. т на Украине).
Широко распространённое индивидуального кролиководство в отдельные годы давало до 95 % кролиководческой продукции. Товарищества и общества кролиководов-любителей помогали всем желающим в приобретении племенных животных лучших пород, производили качественные зерновые корма, организовывали ветеринарное и зоотехническое обслуживание хозяйств, чем способствовали развитию индивидуального кролиководства. С учётом большой потребности в продукции кролиководства было улучшено снабжение кролиководов кормами и стройматериалами.
В 1963 году утверждена отечественная порода кроликов Советская шиншилла, при выведении которой применяли отбор, подбор и направленное выращивание гибридов, полученных от скрещивания кроликов породы Мелкая шиншилла из Франции и Белый Великан.
К 1969 году поголовье кроликов снизилось в 2,7 раза, а производство кроличьего мяса упало до 86,7 тыс. т. Для стимуляции роста производства были повышены закупочные цены и налажено обеспечение хозяйств строительными материалами и кормами, до 90 увеличено количество  племенных кроликоферм.
В 1970 году было создано около 400 ферм по выращиванию кроликов — крольчатников, производивших до 5 % кролиководческой продукции (120 тыс. голов); закупочные цены на кроличьи шкурки были повышены на 50 %, на мясо — на 200 %. Шкуры разных пушных зверьков поднялись в цене и стали очень популярны, образовалась меховая мафия СССР.
В 1971 году создано 328 колхозов и совхозов; заготовки составили 47 млн. шкурок и 38,3 тыс. т мяса.
В 1972 году создано 3815 колхозов и совхозов, имевших кроличьи фермы, их продукция составляла 10—15 % от всей заготовки. Всего было заготовлено 56,7 тыс. т мяса. В результате мутаций крольчих породы Серый великан, появились золотистые кролики, которые вскоре стали быстро распространяться среди кролиководов-любителей.
В 1973 году на 1 января создано 21,9 млн. колхозов и совхозов.
В 1975 году реализовано 175 тыс. голов.
В 1978 году закупки кроличьих шкурок увеличились до 65,9 млн. штук, закупки мяса — до 51,9 тыс. т в живой массе. В постановлении июльского Пленума ЦК КПСС указано, что к концу одиннадцатой пятилетки производство мяса в стране должно быть доведено до 19,5 млн. т; также отмечено, что для решения такой важной задачи «необходимо в полной мере использовать возможности и резервы роста производства говядины, свинины, баранины, мяса птицы и кроликов».
Количество добровольных товариществ кролиководов-любителей с 1965 по 1978 годы увеличилось со 126 до 1806, членов в них — с 85 до 900 тыс., количество кроликов основного стада в хозяйствах кролиководов-любителей — с 8 до 16 млн. голов.
В 1986 году реализовано 530 тыс. голов.
В 1987 году было произведено 223,9 тыс. т крольчатины в живом весе и около 80 млн. шкурок, включая госзакупки в России (22,2 тыс. т мяса и 17,2 млн. шкур), в Украине (16,2 тыс. т мяса и 34,3 млн. шкур), Белоруссии (2,1 тыс. т мяса и 1,9 млн. шкур), Грузии (2,1 тыс. т мяса и 224 тыс. шкур), Литве (1,4 тыс. т мяса и 652 тыс. шкур), Киргизии (2,1 тыс. т мяса и 900 тыс. шкур). В 1987 году в России насчитывалось 1,4 млн. кролиководческих подворий.
В 1988 году в России было продано молодняка по породам тыс. голов:
- советская шиншилла — 109,3 (44,5 %);
- белый Великан — 71,7 (36,6 %);
- калифорнийская — 33,05 (10,1 %);
- новозеландская — 44 (2,0 %);
- чёрно-бурая — 2,6 (1,1);
- серебристая — 3,1 (1,4);
- серый Великан — 4,6 (2,0 %).

В советское время кролиководческие хозяйства имели мясошкурковое и пуховое направления, некоторые из них занимались выращиванием кроликов на мясо. На мясошкурковых фермах от каждой самки основного стада получали до 20 крольчат, то есть по 50 и более кг мяса и 20 шкурок в год. Фермы, откармливавшие бройлерных крольчат, выращивали их под матками до 2—2,5-месячного возраста и реализовали при живой массе около 2 кг. На фермах, разводящих пуховых кроликов, получали по 350—700 г пуха в год от каждого взрослого кролика. Количество колхозных к совхозных кролиководческих ферм в стране быстро росло.
Основное количество крольчатины в СССР производилось в традиционных районах — РСФСР, Украинска ССР, Молдавская ССР, Узбекская ССР. Для обеспечения товарных крольчатников племенными кроликами было создано 400 племенных ферм, включая более 40 ферм типа племенных заводов, которые выращивали лучшие породы кроликов: Советская шиншилла, Белый Великан, Серый Великан, Серебристый кролик, Венский голубой, Чёрно-бурый, Белый пуховый, Новозеландский белый, Калифорнийский кролик. Наиболее высокопродуктивным поголовьем кроликов располагал зверосовхоз «Бирюлинский» Татарской АССР.
В конце 80-х годов XX века, по данным Всемирной Ассоциации научного кролиководства, крупнейшим кролиководческим хозяйством в мире стал племенной завод «Бирюлинский».
Разработкой научных проблем кролиководства занимается Московский пушно-меховой институт. По настоящее время издаётся журнал «Кролиководство и звероводство», основанный в 1910 году и рассматривающий весь комплекс вопросов технологии их выращивания (кормление, разведение, содержание, ветеринария и др.).

### Кролиководство в современной России
Наиболее крупными кроликофермами являются: племзавод «Бирюлинский» (Татарстан), зверохозяйства «Кощаковский» (Татарстан) и «Сосновское» (Ленинградская область), зверофермы «Симбирск-миакро» (Ульяновская область), «Васильевское» (Московская область), ООО АФ «Берсутский» (Татарстан), ООО АФ «Кама» (Татарстан).
В 2011 году создан «Национальный союз кролиководов» для координации предпринимателей при взаимодействии со смежными отраслями АПК и органами государственной власти, цели которого — содействие структурной перестройке отрасли, обеспечение устойчивого функционирования, разработка стратегий и тактик развития отрасли, взаимодействие с ведущими отраслевыми научно-исследовательскими и образовательными учреждениями и с Минсельхозом РФ.
В 2014 году в рамках импортозамещения разработана федеральная программа «Развитие и увеличение производства продукции кролиководства в РФ на 2014—2020 годы», согласно которой планируется увеличение упавшего в конце эпохи СССР производства крольчатины до 50 тыс. т в год в 60-ти сельскохозяйственных областях России.

## Кролиководство в Китае
Кролиководство в Китае начало развиваться в 1950-е годы.
С 1990-х годов значительно выросло производство крольчатины в Китае, где оно оценивается сейчас в около 600 тыс. т в год, что составляет примерно половину мирового производства крольчатины.
Кроликов выращивают во многих провинциях, но едят в основном в Сычуани и Чунцине. Для улучшения породы были завезены производители из Франции.
В 2001 году количество кроликов составило 436 млн. голов, из них 70 млн. — пуховые породы, 10 млн. — рексы; произведено 406 тыс. т крольчатины, 7 тыс. т пуха.

## Кролиководство в мире
За рубежом кролиководство развито в основном во Франции, Италии, США, а также в Великобритании, Испании, Венгрии, Польше, Болгарии. По состоянию на 1990 год, самым крупным в мире производителем кроличьего мяса была Италия (300 тыс. т в 1990 году), далее — Франция (150 тыс. т), Испания (130 тыс. т), Германия (22 тыс. т), Англия (20 тыс. т), США (10 тыс. т). Всего в мире производится 1,0—1,7 млн. т мяса в год в убойной массе, примерно половину всего мирового производства крольчатины производится в Китае.
Также активно развивается производство мяса в Аргентине, Бразилии, Индонезии, Гане, Нигерии и других странах.
В зарубежном кролиководстве широко применяется промышленная технология выращивания кроликов (т. н. механизированные крольчатники), содержание их в механизированных клеточных батареях в закрытых помещениях, в которых для создания оптимального микроклимата применяется кондиционирование воздуха; кормление только полнорационными гранулированными или экструдированными кормами. Значительное количество кроликов (во Франции до 40 % поголовья) выращивают в странах развитого кролиководства так называемые «несельскохозяйственные любители».
Одной из наиболее популярных пород разводимых в Европе является ангорский кролик, из которого получают ангорскую шерсть.

## Издержки кролиководства
Кролики случайно или нарочно завозились во многие изолированные экосистемы, вследствие чего нарушался естественный природный баланс, что приводило к экологическому бедствию. Так, на некоторых островах Тихого океана кролики съели растительность, это вызвало эрозию почвы и разрушение прибрежной зоны, где гнездились морские птицы.
Наибольший ущерб вызвало распространение кроликов в Австралии, куда их завезли из Англии. В 1859 году поселенец Том Остин выпустил на волю 24 кролика, они расплодились, и к 1900 году их численность в Австралии уже оценивалось в 20 млн. голов. Кролики, поедая травянистые растения, составили пищевую конкуренцию овцам и крупному рогатому скоту; поедая реликтовую растительность и вытесняя местные виды животных, кролики нанесли аборигенной фауне и флоре Австралии огромный ущерб.